# Glyptatelus
Glyptatelus és un gènere de cingulat prehistòric de la família dels gliptodontins. És el primer representant d'aquesta família en aparèixer en el registre fòssil. Se n'han trobat restes fòssils a Bolívia. Igual que els armadillos d'avui en dia, probablement tenia una dieta omnívora.